# Deutsches Straßenmuseum
Das Deutsche Straßenmuseum ist ein Museum in der pfälzischen Stadt Germersheim. Es ist das einzige Museum in Deutschland, das sich umfassend mit dem Thema Straße beschäftigt.

## Geschichte
Es wurde im Jahr 1989 durch Privatinitiative einiger Straßenbauer gegründet und zeigt auf einer Ausstellungsfläche von ca. 5.000 Quadratmetern Exponate von der Frühzeit bis zur Gegenwart des Straßen- und speziell auch des Brückenbaus.
Finanziert wird das Museum durch das Land Rheinland-Pfalz, durch Spenden und Beiträge seiner Mitglieder.
Das Museum ist im ehemaligen Zeughaus der Festung Germersheim untergebracht.